# ラーベス相

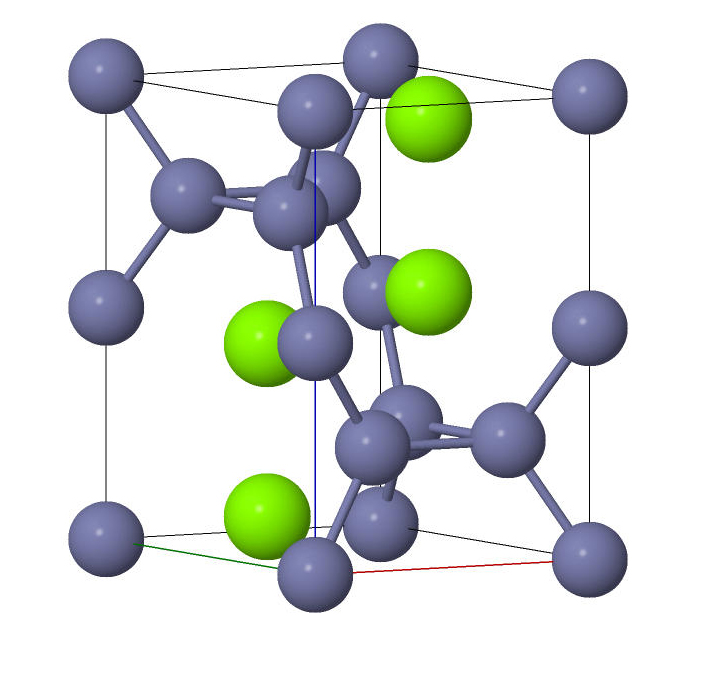
ラーベス相の一つであるMgZn_{2}（C14）のユニットセル。AサイトのMgが緑色、BサイトのZnが灰色。

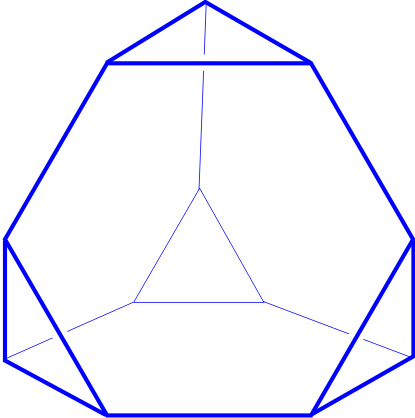
ラーベス多面体

ラーベス相（Laves phases）とは金属間化合物の相の一つであり、組成AB2から成る。ドイツの鉱物学者、フリッツ・ラーベスから名付けられた。
ラーベス相は、物性物理学的、化学的にみて特徴的な振る舞いをするため、特に現代冶金学分野において注目を集めている。理論的アプローチにおいては、多くの仮説や近似が試みられてきたが実用的知見はいまだ得られていない。
大きな特徴としては、高い電気伝導性をもち、にもかかわらず金属がもつ普遍的性質の一つである塑性、展性が著しく低いということが挙げられる。

## 性質
この相はAB2の幾何学的配置によってさらに3つに分類される。MgCu2（C15）、ヘキサゴナルMgZn2（C14）
及びヘキサゴナルMgNi2（C36）であり、後者2つは基本構造は同じまま、六方晶の配置が異なっている。一般にAサイトに配置された原子はダイヤモンド構造と同様な配置となり、Bサイトの原子はAサイト周りに4面体を形成する
。
ラーベス相の上記三種類の分類において、2種の金属元素を剛体球として考えると、そのサイズ比が{\displaystyle {\sqrt {3/2}}\approx 1.225}であったときに最密となり

、AB2の組成の金属間化合物の結晶を生じる。このサイズ比において充填率は0.710となる

。
　実際に合成されたラーベス相をもつ化合物の上記サイズ比は1.05-1.67である

。
このラーベス相は例えば2種のサイズをもつコロイド粒子の自己組織化においても観察される

。
2種類の金属A、Bの原子半径の比がrA/rB=1.2247に近いとき、金属Aと金属Bの間にAB2の組成の金属間化合物の結晶が生じる。たとえばラーベス相を生じる KNa2、CaMg2では原子半径比はそれぞれ、1.25、1.23である。ラーベス相は一般的に硬くてもろく、高融点である。

## References
1. ↑  The Laves Phase Structures Archived 2009年3月2日, at the Wayback Machine.. nrl.navy.mil. Accessed on 2009-2-26.
2. 1 2  doi:10.1038/nmat1841
3. 1 2  doi:10.1007/s11661-999-0292-5